# گورخمره

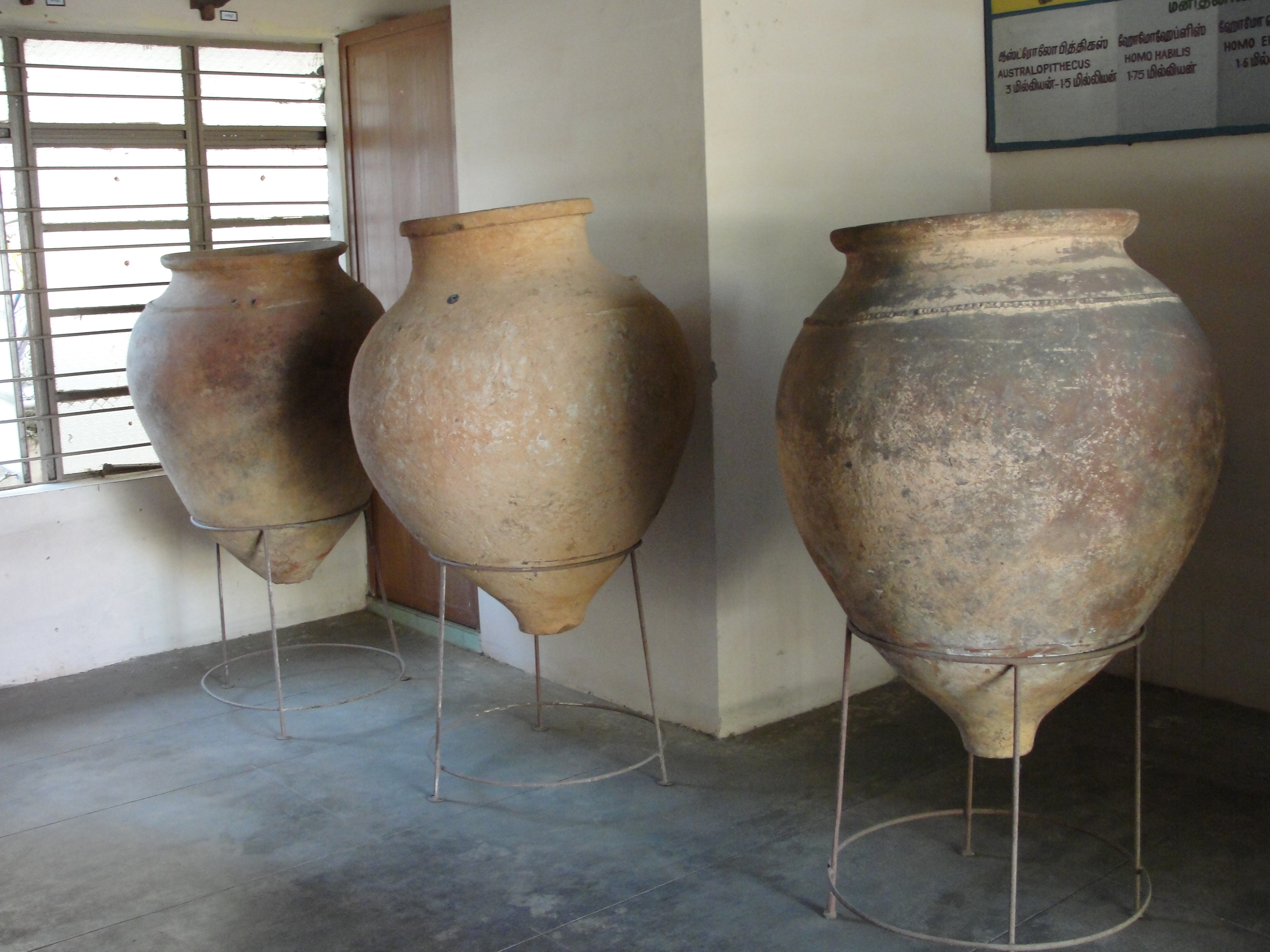
خمره‌های مورد استفاده برای تدفین. (بخشی از یک نمایشگاه در Salem, Tamil Nadu)

گورخمره به نوعی محل و روش تدفین انسان گفته می‌شود که در آن جسد انسان در خمره‌های سفالی قرار داده شده و دفن می‌شود. این روش تدفین در سایت‌های باستانی مشاهده می‌شوند. اگر به جای جسد، سوزانده باقی مانده مردگان در ظروف سفالی یافت شود، گورخمره محسوب نمی‌شود.
در میان بسیاری از فرهنگ‌ها یک دوره انتظار بین اولین مرحله دفن و دومین مرحله دفن در خمره وجود دارد که در این فاصله جسد تجزیه می‌شود. منشأ این عمل به باورهای مختلفی که در جوامع بدوی در مورد مرگ وجود دارد بر می‌گردد. در چنین جوامعی، مرگ، عبور از جامعه قابل مشاهده به جامعه افراد نامرئی یک مرده در نظر گرفته می‌شود. در طول دوره تجزیه، گاه با جسد به عنوان یک فرد زنده برخورد می‌شود و با ارائه مواد غذایی و نوشیدنی و ملاقات، با مرده برخورد می‌شود. برخی از گروه‌ها در جزیره بورنئو برای مثال، مراحل تجزیه جسد حائز اهمیت است و مایعات حاصل تجزیه جسد جمع می‌شود.